# Žùgdėrdėmidijn Gùrragčaa
Žùgdėrdėmidijn Gùrragčaa (in mongolo Жүгдэрдэмидийн Гүррагчаа; distretto di Gurvanbulag, 5 dicembre 1947) è un cosmonauta e politico mongolo.
Ha partecipato al programma Intercosmos, volando nello spazio durante la missione Sojuz 39. È nato nel distretto di Gurvanbulag, nella provincia di Bulgan.
È stato inoltre ministro della difesa della Mongolia dal 2000 al 2004